# Saga de Göngu-Hrólfs
La Saga de Göngu-Hrólfs es una saga legendaria, escrita en principio para el entretenimiento como manifiesta el autor en el prefacio de la historia. Aunque el héroe protagonista comparte el mismo nombre que el vikingo Rollón, no tiene ninguna relación con él; es un personaje de un tiempo anterior a los asentamientos en Normandía. El héroe de la saga es Hrólfr, hijo de Sturlaug (el mismo personaje de Sturlaugs saga starfsama), que debe enfrentrarse al campeón Sorkvir. Sorkvir está al servicio de un rey llamado Eirík quien había atacado con un gran ejército de berserkers y hechiceros del seid, al monarca de Gardariki, llamado Hreggvid y le vence en el campo de batalla. Hreggvid tiene una hija llamada Ingigerd y Eirík quiere desposarla, pero ella solicita tres años para encontrar a un guerrero que se pueda enfrentar a Sorkvir. La leyenda menciona que la única forma de derrotar al campeón es usando la armadura del difunto rey y Eirík, aconsejado por su hechicero-consejero Grim Aegir, hará lo posible para que eso no se cumpla.
Es una historia con final feliz, donde Hrólfr vence al campeón y mata al infame Eirík en batalla, se casa con Ingigerd y tendrían muchos hijos, uno de ellos Olaf que también reinaría sobre Gardariki, en los tiempos de Hrómundr Gripsson (el héroe de Hrómundar saga Gripssonar).